# Bandera de Sant Iscle de Vallalta
La bandera oficial de Sant Iscle de Vallalta té la següent descripció:
Bandera apaïsada de proporcions dos d'alt per tres de llarg, blanca, amb la rosa vermella botonada de groc i barbada de verd de l'escut, de diàmetre 1/3 de la llargària del drap situada en el segon terç vertical a uns distància de la vora superior d'1/6 de l'alçària del mateix drap, i dos triangles verds al baix.
Va ser aprovada el 28 d'octubre de 1994 i publicada en el DOGC el 14 de novembre del mateix any amb el número 1972.
Els dos triangles verds representen una vall la qual és un senyal parlant que descriu el nom del municipi. La Rosa és el símbol de sant Iscle.